# Адміністративний устрій Костянтинівського району
Адміністративний устрій Костянтинівського району — адміністративно-територіальний поділ Костянтинівського району Донецької області на 20 сільських рад, які об'єднують 60 населених пунктів та підпорядковані Костянтинівській районній раді. Адміністративний центр — місто Костянтинівка.

## Список радКостянтинівського району
| №  | Назва                                | Центр                  | Населені пункти                                                                            | Площа км² | Місце за площею | Населення (2001), чол. | Місце за населенням |
| -- | ------------------------------------ | ---------------------- | ------------------------------------------------------------------------------------------ | --------- | --------------- | ---------------------- | ------------------- |
| 1  | Артемівська сільська рада            | с-ще Довга Балка       | с-ще Довга Балка с-ще Розкішне с. Степанівка                                               |           |                 |                        |                     |
| 2  | Білокузьминівська сільська рада      | с. Білокузьминівка     | с. Білокузьминівка                                                                         |           |                 |                        |                     |
| 3  | Віролюбівська сільська рада          | с. Віролюбівка         | с. Віролюбівка с-ще Безім'яне с. Клинове с. Попасне                                        |           |                 |                        |                     |
| 4  | Зорянська сільська рада              | с-ще Зоря              | с-ще Зоря                                                                                  |           |                 |                        |                     |
| 5  | Іванопільська сільська рада          | с. Іванопілля          | с. Іванопілля с. Біла Гора с. Диліївка с. Неліпівка с. Олександро-Шультине                 |           |                 |                        |                     |
| 6  | Іллічівська сільська рада            | с. Іллінівка           | с. Іллінівка с-ще Бересток                                                                 |           |                 |                        |                     |
| 7  | Катеринівська сільська рада          | с. Катеринівка         | с. Катеринівка с-ще Клебан-Бик с. Плещіївка                                                |           |                 |                        |                     |
| 8  | Кіндратівська сільська рада          | с. Кіндратівка         | с. Кіндратівка с. Куртівка с. Осикове                                                      |           |                 |                        |                     |
| 9  | Марківська сільська рада             | с. Маркове             | с. Маркове с. Майське с. Новомаркове с. Федорівка                                          |           |                 |                        |                     |
| 10 | Миколаївська сільська рада           | с. Миколаївка          | с. Миколаївка с. Подільське                                                                |           |                 |                        |                     |
| 11 | Миколайпільська сільська рада        | с. Миколайпілля        | с. Миколайпілля                                                                            |           |                 |                        |                     |
| 12 | Софіївська сільська рада             | с. Софіївка            | с. Софіївка                                                                                |           |                 |                        |                     |
| 13 | Новодмитрівська сільська рада        | с-ще Новодмитрівка     | с-ще Новодмитрівка с. Іжевка с-ще Молочарка с-ще Стінки с-ще Червоне                       |           |                 |                        |                     |
| 14 | Новополтавська сільська рада         | с. Нова Полтавка       | с. Нова Полтавка                                                                           |           |                 |                        |                     |
| 15 | Олександро-Калинівська сільська рада | с. Олександро-Калинове | с. Олександро-Калинове с. Яблунівка                                                        |           |                 |                        |                     |
| 16 | Полтавська сільська рада             | с. Полтавка            | с. Полтавка с. Попів Яр с. Русин Яр                                                        |           |                 |                        |                     |
| 17 | Правдівська сільська рада            | с. Стара Миколаївка    | с. Стара Миколаївка с. Гнатівка с. Калинове с. Романівка                                   |           |                 |                        |                     |
| 18 | Предтечинська сільська рада          | с. Предтечине          | с. Предтечине с. Ступочки                                                                  |           |                 |                        |                     |
| 19 | Тарасівська сільська рада            | с. Тарасівка           | с. Тарасівка с. Березівка с. Водяне Друге с. Зелене Поле с. Новооленівка с. Олександропіль |           |                 |                        |                     |
| 20 | Торська сільська рада                | с. Торське             | с. Торське с. Новопавлівка с. Павлівка с. Петрівка с-ще Приют с. Райське с. Торецьке       |           |                 |                        |                     |